# Histoire des Arabes en Afghanistan

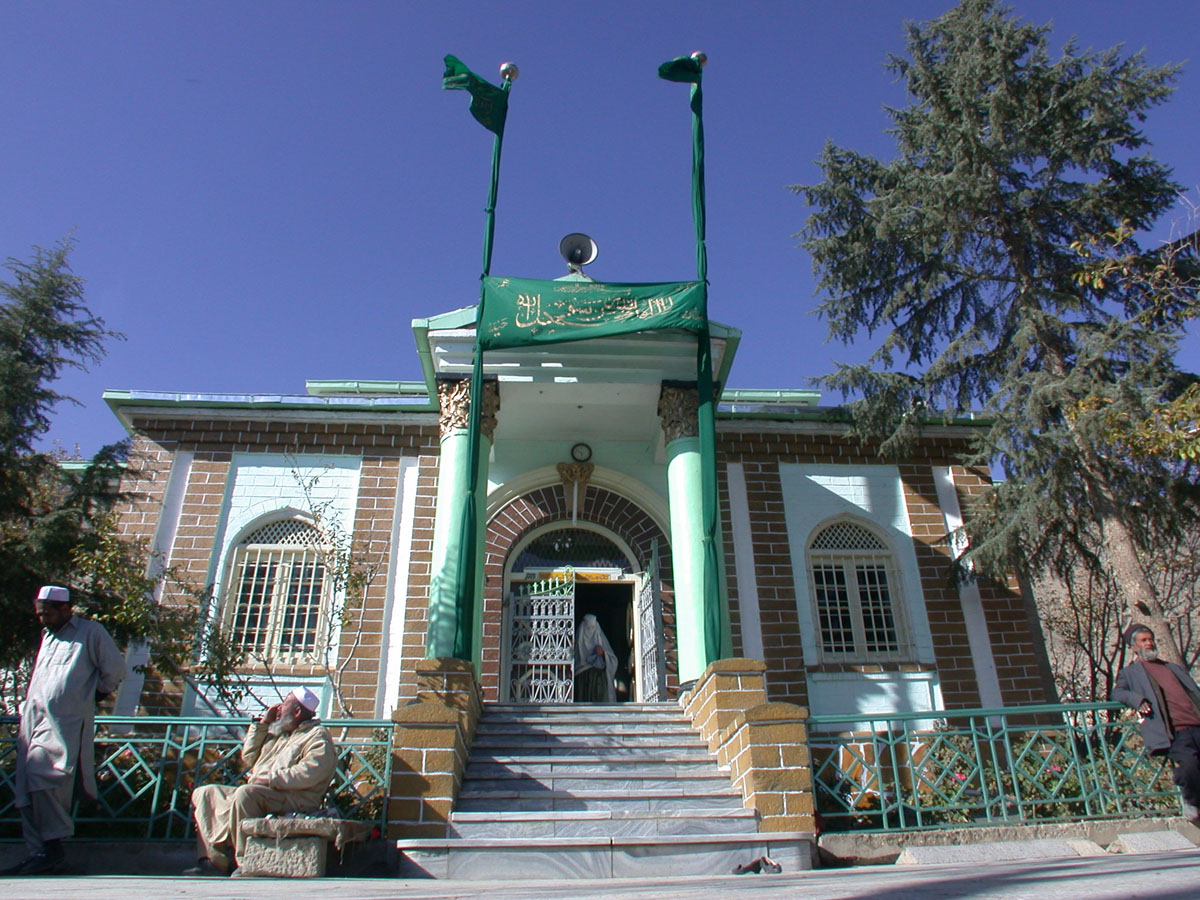
Mausolée d’un Arabe inconnu mort en martyr à Kaboul pendant la conquête musulmane de l’Afghanistan.

L’histoire des Arabes en Afghanistan s’étale sur un millénaire, de la conquête musulmane du VIIe siècle, où les ghazis sont arrivés avec leur mission islamique,, jusqu’à la période récente où des hommes du Monde arabe venaient défendre leurs coreligionnaires musulmans contre l’Union soviétique avant la fin de leur affrontement avec les forces de l’OTAN. La plupart des premiers Arabes arrivés ont progressivement perdu leur hégémonie et ont fini par se mélanger avec la population locale, bien qu’ils soient toujours considérés comme un groupe ethnique distinct d'après la Constitution afghane et l’hymne national afghan. 

## Première vague

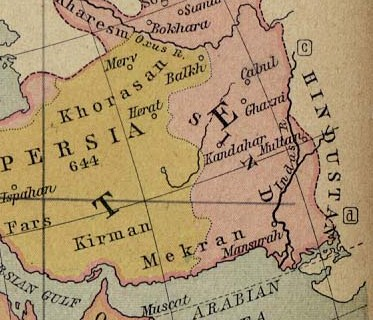
Noms des territoires perses et afghans sous le califat.

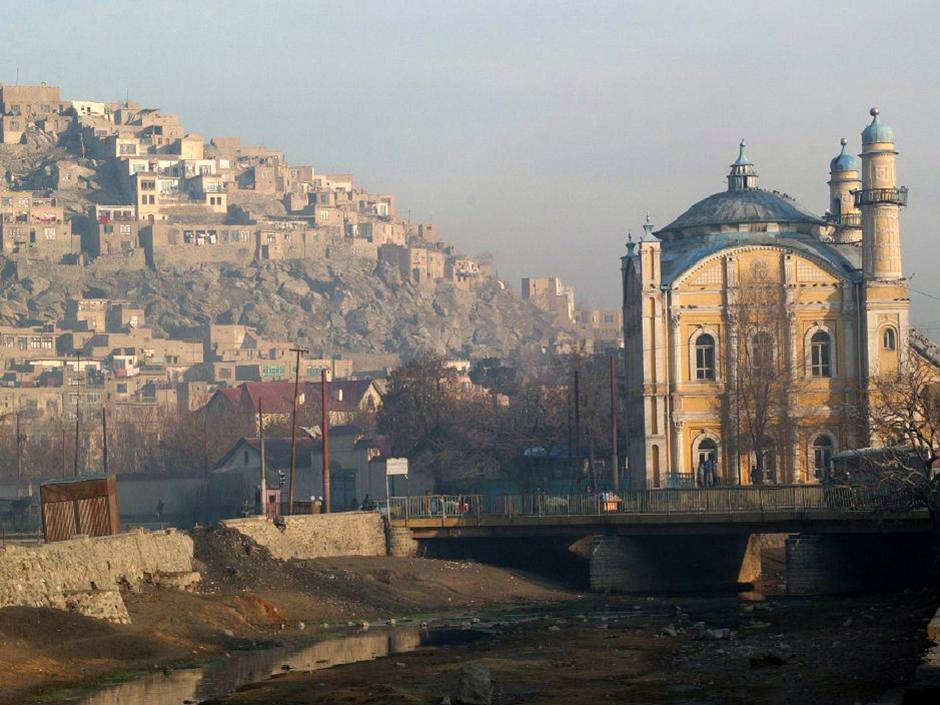
La mosquée Shah-Do Shamshira à Kaboul.

À la fin du VIIe siècle, les Omeyyades pénètrent dans la zone géographique située aujourd’hui en Afghanistan après avoir vaincu de manière définitive l’Empire sassanide à Nehavend. À la suite de cette défaite colossale, le dernier empereur sassanide, Yazdgard III, est poursuivi et s’enfuit vers l’Est jusqu’au cœur de l’Asie Centrale. Lors cette poursuite de Yazdgard, la route sélectionnée par les Arabes pour entrer dans la zone part du Nord-Est de l’Afghanistan (Grand Khorassan) puis passe par Hérat, où les Arabes restent stationnés avec une grande partie de leur armée avant d’avancer vers l’Est de l’Afghanistan. Certains Arabes s’établissent dans ces régions et se marient avec des autochtones en suivant de nouvelles coutumes. D’autres groupes et contingents ayant choisi de ne pas s’installer se dirigent progressivement vers l’Est mais font face à une résistance aux alentours de  Bâmiyân. En arrivant finalement à Kaboul, les Arabes affrontent les Shahiyas, qui ont construit un long mur défensif autour de la ville. La guerre la plus sanglante a lieu à Kaboul dans la zone de Chahardihi, où des tombes d’Arabes tués sont encore présentes dans le quartier de Darulaman ; le plus célèbre d’entre eux est Shah-Do Shamshira (en persan, le roi aux deux épées), dont la tombe est située près de la rivière Kaboul dans la rue Asmayi, et dont une mosquée porte le nom. Un des commandants les plus célèbres ayant combattu les envahisseurs arabes s’appelait Manzangi. Il a dirigé la bataille d’Asmayi (Kohi-Sherdarwaza) où Shah-Do Shamshira a été tué. Les Arabes ont combattu dans beaucoup d’endroits à Kaboul, mais la deuxième bataille la plus violente est celle d’Alwoden, qui a eu lieu dans la zone de Darulaman. Les détails historiques de cet événement restent largement inconnus, bien que les Arabes aient été victorieux. 
Après la confrontation avec les Arabes, la région est incluse dans le Khorassan, avec comme centre de pouvoir  Hérat à l'Ouest. Les Arabes abandonnent ensuite en partie le contrôle du territoire, mais rétablissent leur autorité une cinquantaine d’années après, en 750, lorsque les Califes abbassides remplacent les Omeyyades. Par la suite, beaucoup d’Arabes se mêleront de plus en plus aux autochtones ; l’identité arabe dans la région commence alors à changer de façon notable. Les contingents d’Arabes s’installent dans différentes régions de l’Afghanistan actuel, notamment le Wardak, le Lôgar, Kaboul, Balkh et les Montagnes de Suleyman. Avec le temps, ils adoptent les coutumes et les langues locales. Certains se persanisent alors que d’autres s’afghanisent en suivant le Pachtounwali, le code d’honneur des Pachtounes.
C’est au cours du règne de Ya`qûb ben Layth as-Saffâr que la langue arabe commence à perdre de son influence dans la région. Néanmoins, les Arabes tentent d’exercer de nouveau leur influence en soutenant les chefs samanides de Balkh qui, en retour, soutiennent les Abbassides contre les Saffarides.
Malgré le maintien de certaines coutumes vestimentaires, la plupart des premiers Arabo-Afghans (ou Afghano-Arabes) ont progressivement oublié leur langue d’origine. Ceci est confirmé dans un ouvrage du XVe siècle, le Baburnama, qui fait remarquer que les Arabes d’Afghanistan ont pratiquement perdu leur langue au profit du persan (dari) et du pachto. Bien que le nombre exact d’Arabo-Afghans reste inconnu, principalement à cause de l’imprécision des revendications de descendance, une étude académique du XVIIIe siècle a estimé leur communauté à environ 60 000 familles.

## Deuxième vague
Après la révolution d'Octobre, beaucoup d’Arabes sunnites résidant à Boukhara et d’autres zones d’Asie Centrale gouvernées par des Russes migrent vers l’Afghanistan où ils peuvent plus aisément pratiquer leur religion, sans crainte des persécutions religieuses ou des discriminations. Une estimation a indiqué qu’environ 30 000 Arabes vivaient à Boukhara au milieu du XIXe siècle. Certains Arabes entrés en Afghanistan ont en partie conservé leur langue au moins jusqu’à la fin du XXe siècle, contrairement aux Arabo-Afghans de la première vague.
Certains Arabes de la deuxième vague se sont mariés avec des autochtones et ont adopté les langues du Nord de l’Afghanistan, c’est-à-dire l’ouzbek, le turkmène et le persan. Beaucoup se sont établis dans les provinces de Kondôz, de Takhâr et de Sar-e Pol. Actuellement, bien qu’ils se perçoivent comme Arabes, la plupart de ces descendants de migrants ont perdu leur langue au profit du persan, comme ceux de la première vague.
Bien qu’on se rappelle encore certains noms de tribus, tels Qureshi et Shaiboni, la plupart des Arabes n’accordent pas d’importance à la généalogie. Beaucoup d’entre eux travaillent dans l’agriculture, souvent dans la culture du coton et du blé, ou pour certains dans l’élevage de moutons karakul. Selon une étude universitaire, les Arabes d’Asie Centrale n’ont pas eu de contacts avec ceux du Moyen-Orient depuis l’époque de Tamerlan (vers 1400).
On trouve les principales communautés d’Arabo-Afghans  dans la province de Djôzdjân. Ils sont tous persanophones à l’heure actuelle et dans leur mémoire collective. Cependant, ils revendiquent une identité arabe. Il y a d’autres « Arabes » persanophones dans l’Est, dans des poches géographiques entre la capitale provinciale Chéberghân, Mazâr-e Charif, Khoulm et Kondôz. Leur sentiment d’arabité est fondé en grande partie sur leur identité tribale et est en fait peut-être liée aux migrations de nombre de tribus arabes vers l’Asie Centrale aux VIIe et VIIIe siècles, à l’aube des conquêtes musulmanes.

## Troisième vague
Pendant la guerre d’Afghanistan des années 1980, beaucoup de Musulmans arabes sont arrivés dans ce pays et se sont portés volontaires pour aider les Afghans à combattre l’Union Soviétique. Certains d’eux sont restés après le retrait de l’armée soviétique et ont obtenu la nationalité afghane. Certains ont épousé des femmes afghanes alors que d’autres sont arrivés avec leur famille. Kandahar abrite un petit cimetière où plus de 70 tombes d’activistes arabes d’Al-Qaïda tués dans la guerre des États-Unis contre le terrorisme. Ces Arabes sont aimés par les Talibans et les sympathisants Salafistes comme des chahid (martyrs).

## Groupes régionaux

### Balkh
Autour de 900 familles vivent dans les villages de Khoshal Abad et de Yakhdan dans le district de Dawlat Abad de la province de Balkh. Les villageois peuvent faire remonter leur généalogie jusqu’au troisième califat, assuré par Othmân, au VIIe siècle. Ces familles travaillent essentiellement dans l’agriculture et dans le tissage de tapis. La plupart des Arabes de la province de Balkh parlent l'arabe comme langue maternelle et le persan comme deuxième langue. Alors que des gens de l’ancienne génération n’avaient appris aucune des langues officielles de l’Afghanistan, le dari et le pachto, beaucoup de la jeune génération ont appris le Dari à l’école et ont oublié l’arabe ; environ 40 % ne savent plus le parler. Beaucoup de leurs coutumes ont été oubliées ou n’attirent plus les jeunes, qui s’identifient plus à l’Afghanistan. Les Arabes établis dans le nord de la province de Balkh craignent que leur culture s’efface au fur et à mesure que de plus en plus de gens adoptent la langue et les traditions typiquement afghanes. Les Arabes forment des plus petites minorités dans la ville et du district de Khoulm ; beaucoup se définissent comme Arabes bien qu’aucun ne parle vraiment la langue.

### Djôzdjân
Environ 1000 familles vivant à Chéberghân, la capitale de la province de Djôzdjân, et dans le village de Sultan Arigh dans le district d’Aqcha, se considèrent Arabes,.